# Кастельвеккіо-Субекуо
Кастельвеккіо-Субекуо (італ. Castelvecchio Subequo) — муніципалітет в Італії, у регіоні Абруццо, провінція Л'Аквіла.
Кастельвеккіо-Субекуо розташоване на відстані близько 110 км на схід від Рима, 38 км на південний схід від Л'Аквіли.
Населення — 1010 осіб (2014).
Щорічний фестиваль відбувається 24 червня. Покровитель — святий Іван Хреститель.

## Демографія
Населення за роками:

Станом на 1 січня 2023 року в муніципалітеті офіційно проживали 44 іноземці з 9 країн, серед них 29 громадян країн Євросоюзу та 2 громадяни України.

## Сусідні муніципалітети
- Кастель-ді-Іері
- Челано
- Кокулло
- Гальяно-Атерно
- Моліна-Атерно
- Ортона-дей-Марсі
- Пешина
- Раяно
- Сечинаро